# Cockermouth and Workington Railway
Die Cockermouth and Workington Railway wurde durch einen Beschluss des britischen Parlaments 1845 gegründet und nahm 1847 den Betrieb auf. Die Gesellschaft betrieb eine eingleisige Strecke von 14 km Länge zwischen Cockermouth und Workington. Die Eisenbahn sollte Kohle aus den Gruben im Westen des damaligen Cumberland zum Seehafen von Workington bringen.
Die Eisenbahn hatte Bahnhöfe in den folgenden Orten:

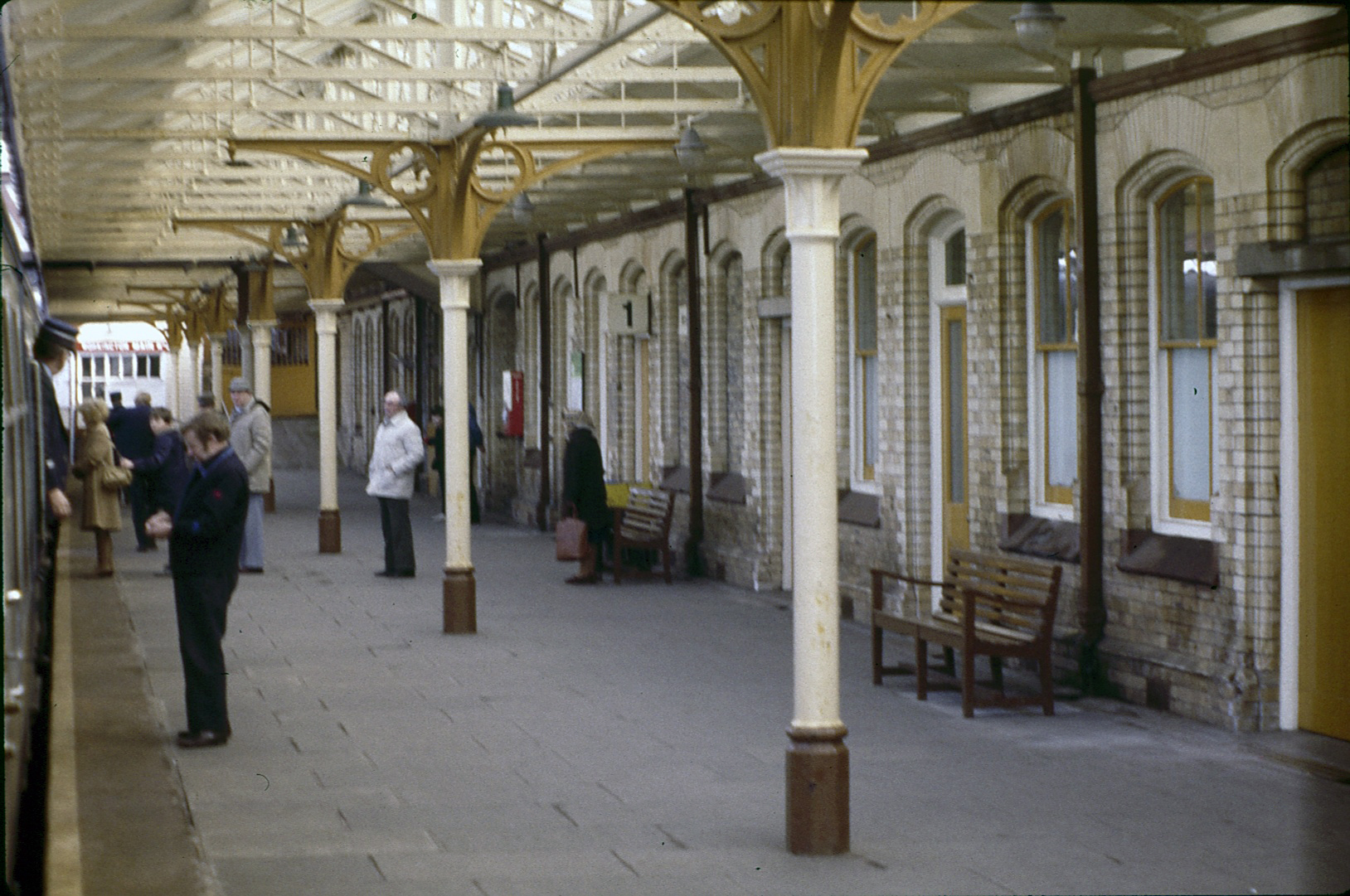
Bahnhof Workington

## Bahnhof Workington (Main)
Der Bahnhof Workington (Main) ist heute der einzige noch in Betrieb befindliche Bahnhof in Workington. Der Zusatz "Main" unterschied ihn  von der Station Workington (Central), der an der Bahnstrecke der Cleator and Workington Junction Railway lag.

## Bahnhof Workington Bridge
Der Bahnhof Workington Bridge war ein Bahnhof in der Nähe der Kreuzung der Cockermouth and Workington Railway mit den Strecken der Cumbrian Coast Line und der Cleator and Workington Junction Railway und dem River Derwent in der Stadt Workington. Der Bahnhof wurde am 27. April 1847 in Betrieb genommen und am 1. Januar 1951 geschlossen.

## Bahnhof Camerton
Der Bahnhof Camerton wurde am 28. April 1847 als Bahnhof des Ortes Camerton in Betrieb genommen und am 3. März 1952 geschlossen. Das Haus des Stationsvorstehers ist heute ein privates Wohnhaus. Die Überreste der Eisenbahnbrücke über den River Derwent sind noch zu erkennen.

## Bahnhof Broughton Cross
Der Bahnhof Broughton Cross wurde am 28. April 1847 als Bahnhof der Gemeinde Broughton in Betrieb genommen und am 2. März 1942 geschlossen.

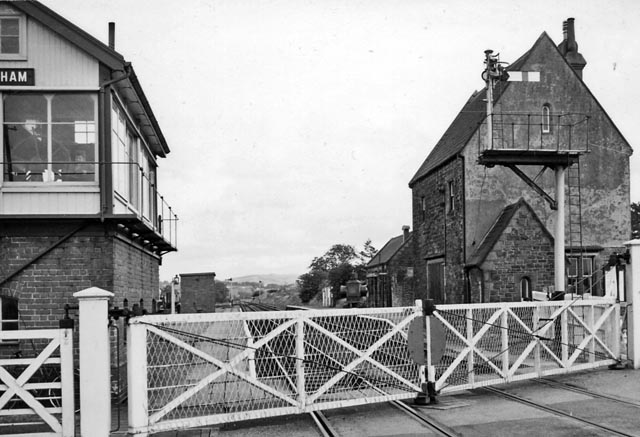
Bahnhof Brigham 1961

## Bahnhof Brigham
Der Bahnhof Brigham wurde am 28. April 1847 als Bahnhof für den Ort Brigham im Lake District in Betrieb genommen und am 18. April 1966 geschlossen.

## Bahnhof Cockermouth
Der Bahnhof Cockermouth der Cockermouth and Workington Railway  wurde am 28. April 1847 als erster Bahnhof des Ortes Cockermouth in Betrieb genommen. In Cockermouth traf die Strecke der Cockermouth and Workington Railway später auf die Strecke der Cockermouth, Keswick and Penrith Railway und es gab zwei Bahnhöfe in Cockermouth. Die Cockermouth, Keswick and Penrith Railway übernahm die Cockermouth and Workington Railway und ihre Strecke 1866 und wandelte deren Bahnhof in Cockermouth in einen Güterbahnhof um.
Die Strecke der Eisenbahnlinie ist heute fast ganz unter einer Straße (A 66) verschwunden.